# 吉米·哈特
吉米·哈特（英語：Jimmy Hart，1944年1月1日—），本名詹姆斯·雷·哈特（英語：James Ray Hart），是美國的職業摔角選手經紀人、公司主管及作曲家，目前隸屬於世界摔角娛樂的傳奇計畫。吉米·哈特最知名的時期是待在世界摔角聯盟及世界冠軍摔角。

## 摔角相關

### 旗下選手
- 阿德里安·阿多尼斯（英语：Adrian Adonis）
- 公牛貝克（英语：Ox Baker）
- 比利·葛蘭姆
- 野蠻人（英语：The Barbarian (wrestler)）[1]
- 迪諾·普拉伯（英语：Dino Bravo）[1]
- 金鋼邦迪（英语：King Kong Bundy）[1]
- 約翰·滕塔（英语：John Tenta）[1]
- 保羅·艾勒鷹（英语：Paul Ellering）[1]
- 瑞克·福萊爾[1]
- 傑利·弗林（英语：Jerry Flynn）[1]
- Big Show[1]
- 艾迪·吉爾伯特（英语：Eddie Gilbert (wrestler)）[1]
- 布雷特·哈特
- 霍克·霍肯[1]
- 低級夜總會男人（英语：The Honky Tonk Man）
- 奧斯汀巨星（英语：Austin Idol）[1]
- 伊藤正男[1]
- 鋼鐵酋長
- 比爾·艾文（英语：Bill Irwin (wrestler)）
- 吉普賽·喬（英语：Gypsy Joe）
- 吉姆·奈哈德
- 卡瑪拉（英语：Kamala (wrestler)）[1]
- 康南（英语：Konnan）[1]
- 月狗斑點（英语：Moondog Spot）
- 傑利·勞勒[1]
- 萊克斯·魯格[1]
- 東加·菲菲塔（英语：Tonga Fifita）[1]
- 比爾·迪馬特[1]
- 小巴布·歐頓
- 蘭尼·波夫（英语：Lanny Poffo）[1]
- 叛徒（英语：The Renegade (wrestler)）
- 瑞克·路德（英语：Rick Rude）[1]
- 櫻田一男（英语：Kazuo Sakurada）
- 蘭迪·沙瓦吉[1]
- 凱文·沙利文（英语：Kevin Sullivan (wrestler)）[1]
- 安迪·考夫曼
- 奇德·凱許（英语：Kid Kash）
- 可可·B·韋爾（英语：Koko B. Ware）
- 雅克·魯若（英语：Jacques Rougeau）
- 尼爾森·佛雷瑟二世
- 大老闆
- 強尼垃圾搖滾（英语：Johnny Grunge）
- 阿卜杜拉屠夫（英语：Abdullah the Butcher）
- 湯米·瑞奇（英语：Tommy Rich）
- 消失環節（英语：The Missing Link (wrestler)）
- 格雷格·瓦倫丁
- 史汀[1]
- A·J·史泰爾斯[1]
- 蘭斯·霍伊特（英语：Lance Hoyt）[1]
- 薩摩亞·喬[1]
- 泰森·奇德
- 希斯·史雷特
- 愛波爾·亨特（英语：April Hunter）
- 特洛伊·葛蘭姆（英语：Troy Graham）

## 冠軍及成就

### 美國摔角協會
- AWA南方重量級冠軍（英语：Memphis Wrestling Southern Heavyweight Championship）（一次）[4]

### 職業摔角畫報
- 年度最佳經紀人（1987年）
- 年度最佳經紀人（1994年）

### 世界摔角娛樂
- 世界摔角娛樂名人堂（2005年）

### 摔角觀察通訊獎（英语：Wrestling Observer Newsletter awards）
- 年度最佳經紀人（1983年）
- 年度最佳採訪（1984年）